# Капрони Български
«Капрони Български» (КБ) — болгарская авиастроительная компания 1930-х — начала 1940-х годов. Ныне существует как производитель гидравлического оборудования под названием «Капрони» АД.

## История

### «Капрони Български»
Предшественниками компании стали открывшаяся в Казанлыке 6 декабря авиашкола и запущенный там же в 1927 году завод чехословацкой фирмы Aero. В период с 1928 по 1930 годы завод выпускал кузовные детали производившихся по лицензии легковых автомобилей Chevrolet. Типы самолётов, планировавшиеся к выпуску на этом заводе чехами не вызывали особого восторга у болгарской стороны; однако, основной причиной передачи предприятия итальянской Caproni стала усиливающаяся на фоне мирового экономического кризиса конкурентная борьба между крупными европейскими авиапроизводителями за контроль над болгарской авиационной промышленностью и местным рынком
В 1930 году компания Caproni di Milano выкупила у пражской Aero авиазавод в Казанлыке и заключила с государством 10-летний контракт на его эксплуатацию. Завод получил название «Самолетна фабрика „Капрони Български“» (в части источников упоминается как «Български Капрони А. Д.». Головная контора находилась в Софии. Новая компания должна была усилить национальную авиапромышленность, в те годы представленную лишь государственным предприятием ДАР в Божуриште, располагавшимся в Западной Болгарии.
Внедрение новых типов самолётов было поставлено на государственный контроль; допускались только конструкции, одобренные болгарской стороной, в них также вносились необходимые для улучшения качества и безопасности изменения.
С 1933 по 31 мая 1936 года на заводе должность технического директора занимает приглашённый руководством компании профессор Цветан Лазаров, под его руководством разрабатывается многоцелевой биплан «Чучулига». В КБ и на производстве работают болгарские инженеры и специалисты: Р. Милков, Минчев; испытательные испытательные полёты и приёмку проводят пилоты Петко Попганчев и другие. На предприятии используются преимущественно местные материалы, в частности, древесина из Родоп для силового набора и обшивки. Все стальные элементы стальной конструкции и профилей изготавливаются тут же на заводе, однако, двигатели двигатели импортируются. Весь цикл, от проектирования до производства и испытаний, контролируется Болгарским государственным авиационным управлением (болг. Българската държавна самолетна контрола), БДСК. Участие «Капрони Български» в выпуске авиатехники и запасных частей помогает справиться с кризисом болгарской авиации и значительно улучшить начальную подготовку пилотов.
До 1938 года завод в Казанлыке производит в основном учебные самолёты, соответствующие ограничениям Нёйиского договора. Также на нём в соответствии с согласованной с военным министерством схемой расчётов выполняются ремонтные работы.
Дефицитные материалы (в частности, специальные стали и профили) завод получал из Германии, что во время Второй мировой войны привело к задержкам в выполнении контрактов и работ по госзаказу. В итоге компания обанкротилась, 15 сентября 1942 года завод перешёл в собственность государства.

### ДСФ
После банкротства «Български Капрони» выпуск самолётов продолжился под маркой Държавна самолётна фабрика (сокращённо ДСФ). В 1945 году к производственным мощностям завода добавились цеха и имущество моторного цеха находившейся в Казанлыке мастерской учебного авиаполка.

### Реорганизации, новые продукты
В 1945 году постановлением правительства выпуск самолётов на заводе был прекращён; планировалось сконцентрировать авиапроизводство на одном предприятии, которым стала также получившая название «ДФС» фабрика в городе Ловеч (ныне «Балкан». Позже, в 1954 году, в связи с полностью покрывающими потребности болгарской авиации закупками в СССР, прекратила работу по профилю и она (однако, планёры выпускались на ней вплоть до 1955 года).
На предприятии, существовавшем далее с 1945 по 1960 годы под названиями (Завод 35 и Завод 13) были освоены и запущены в производство тракторы, приводные цепи для сельскохозяйственных машин и мотоциклов, горное оборудование и транспортёры для угля, различный пневматический инструмент: пневматический молот ПЧ-75, пневмодвигатель и другие изделия, в том числе и бытовые товары, например, швейные машинки «Шипка».
С 1961 по 1990 год Казанлык был центром производства болгарской гидравлики. По лицензиям компаний Плеси и Bosch Выпускались различные гидравлические устройства, поршневые и плунжерные цилиндры, домкраты, дроссели, фильтры, гидравлические подъемники, тормозные цилиндры, сервоклапаны и сервоприводы, насосы и распределители.
С 1991 по 1997 год единоличным собственником акционерного общества «Капрони» ЕАД является государство. Продолжается выпуск широкого ассортимента гидравлической техники.
В 1997 году предприятие приватизировано, 99,87 % средств его капитала принадлежат частным лицам. Компания именуется «Капрони» АД.

## Продукция компании

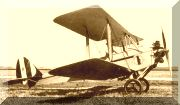
Caproni Ca.100

- КБ-1 «Пеперуда» («бабочка»), 1932. Одномоторный двухместный учебный биплан начальной подготовки. Болгарская версия итальянской машины Caproni Ca.100 со звездообразным двигателем Walter NZ (120 л. с. / 88,2 кВт).[5] Изготовлено 9 самолётов.[6]
- КБ-2УТ (1933 год). Двухместный одномоторный учебный биплан. Самолёт. Допущен к эксплуатации приказом № 102 от 2 июля 1934 года. Представляет собой увеличенную по габаритам на 10 % копию итальянского истребителя с кабиной наблюдателя. Выпускался с тремя типами рядных двигателей водяного охлаждения (BMW IVa, Junkers L 2 и HS-8Be)).[7] Выпущено 9 самолётов.[6]
- КБ-2А Чучулига (1936). Одномоторный двухместный биплан. Развитие КБ-2УТ, двигатели заменялись на чешский звездообразный Walter Castor, Новая конструкция фюзеляжа и шасси.[8]. Выпущено 6.[6]
- КБ-3 «Чучулига I» (1937 года). Развитие КБ-2А. Между двумя кабинами была установлена противокапотажная рама, улучшены система управления, фюзеляж и шасси. Двигатель Walter Castor II с воздушным охлаждением 250 кВт / 340 л. С. Выпущено 20 самолётов.[6]
- КБ-4 «Чучулига II» (1938). Очередная модификация в линейке самолётов «Чучулига». Предназначался для использования в качестве учебного, связного и разведывательного самолёта. 9-цилиндровый звездообразный двигатель Wright-E1P 957 Whirlwind мощностью 220 л. с. во время войны был заменён на Walter Castor II. Вооружение — пулемёт Vickers Class F и аппарат для аэрофотосъемки.[9] Выпущено 28 самолётов.[6]
- КБ-5 «Чучулига III». Последний из серии. Двигатель — 450-сильный 9-цилиндровый Walter Pollux. Оснащён синхронным пулеметом над двигателем и подвижным пулеметом для защиты задней полусферы. Под каждым крылом находятся подвески для бомб (8 х 25 кг).[10] Выпущено 45 самолётов.[6]

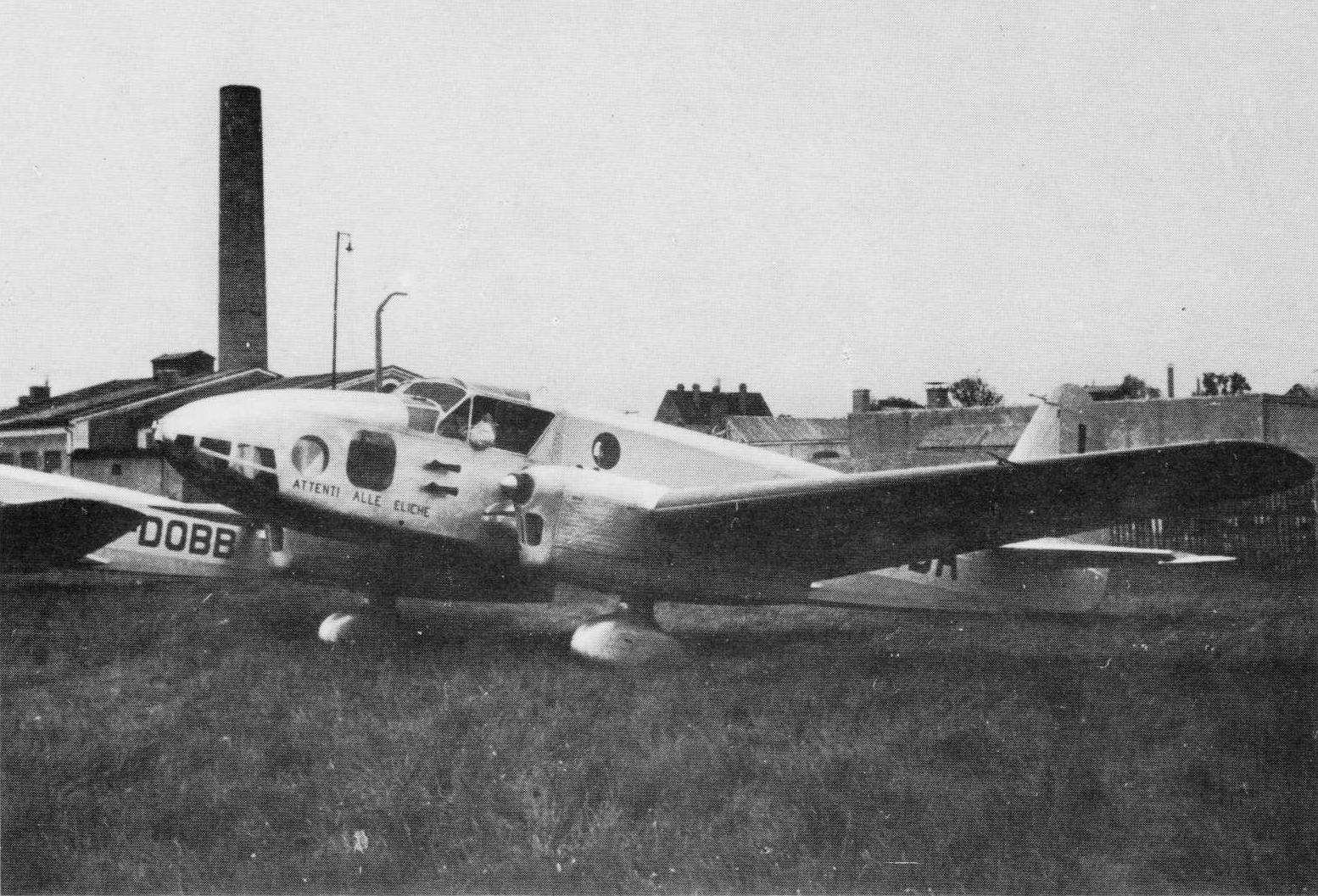
Caproni Ca.309 Ghibli

- КБ-309 «Папагал», также известен как КБ-6. Прототип был завершён 23 ноября 1940 года. Вместо ранее выпускавшихся бипланов, новый самолёт представляет двухмоторный низкоплан. Он является развитием конструкции итальянского Caproni Ca.309 «Ghibli». Силовая установка — 2 рядных 6-цилиндровых двигателя воздушного охлаждения Argus As 10C IV-8s. Вооружён 32 лёгкими бомбами весом до 400 кг.[11] 24 самолёта в серии были изготовлены.
- КБ-11 «Фазан» (1941). Одномоторный двухместный высокоплан с закрытой кабиной, неубирающимся шасси и хвостовым колесом. Используется как штурмовик и тактический разведчик. Двигатель Alfa Romeo 126 RC.34. Вооружение — 2 синхронных пулемёта с обеих сторон двигателя и одного спаренный для защиты задней полусферы, а также 8 x 50-кг или 4 x 100-кг бомбы на бомбодержателях под корпусом.

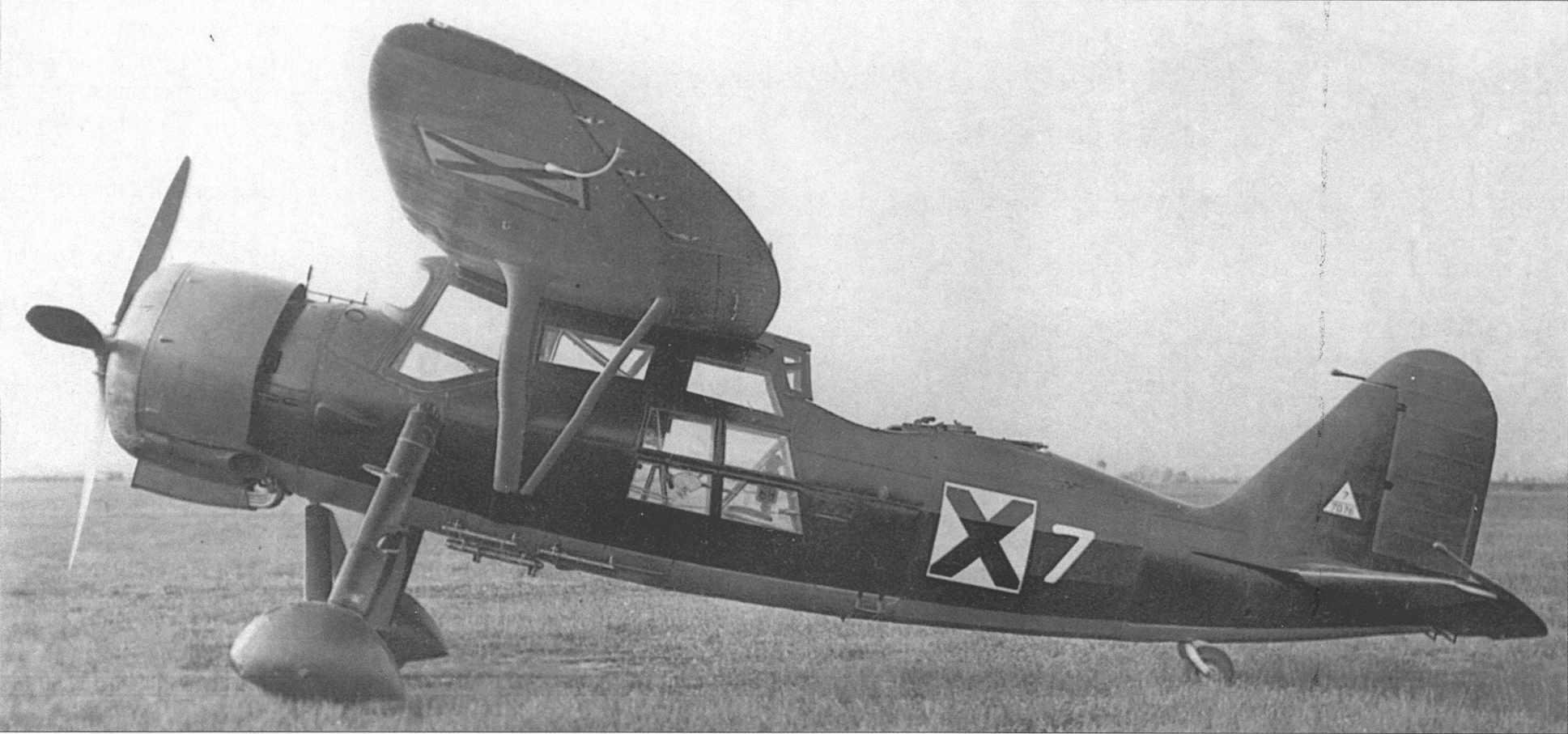
КБ-11А Фазан

- КБ-11А «Фазан» (1942). В целом, аналогичен предыдущей модели; Bristol Pegasus XXI.[12] Несколько «Фазанов» участвовали во Второй мировой войне в составе 333-й разведывательной эскадрильи. После войны 30 из этих машин были отправлены в качестве части репараций в Югославию, где использовались до 1955 года.[13]
- Кроме того, заводом были выпущены изготовлено несколько серий планёров тип «Български Капрони» (1935 г.), УП-1 (1940 г.), буксируемый УР-1 «Бебе» (1950 г. — копия немецкого Grunau Baby 2A), пилотажный «Жерав» (1953 г. DFS Kranich II). Одним из последних типов безмоторной авиации стал выпущенный после войны на 13-м заводе (правопреемник ДСФ-Казанлык) планёр «Гълъб» (1955 г., немецкий DFS Weihe).[14]